# Lunds universitets kyrkohistoriska arkiv
Lunds universitets kyrkohistoriska arkiv (LUKA) eller Kyrkohistoriska arkivet i Lund grundades 1942 vid Lunds universitet.
Kyrkohistoriska arkivet bildades av professor Hilding Pleijel för att kartlägga det kyrkliga folklivet i det förflutna och för att studera de kyrkliga traditionernas förändringar. 
Arkivinstitutionen var därmed tidig med att dokumentera och studera traditioner knutna till 1800-talets folkrörelser och övergången från jordbrukssamhälle till industrisamhälle.  
Nuvarande föreståndare är docent David Gudmundsson.